# Jeep Cherokee
Jeep Cherokee (укр. Джип Черокі) — позашляховики, що виробляються концерном Chrysler з 1974 року.

## Jeep Cherokee SJ (1974—1983)

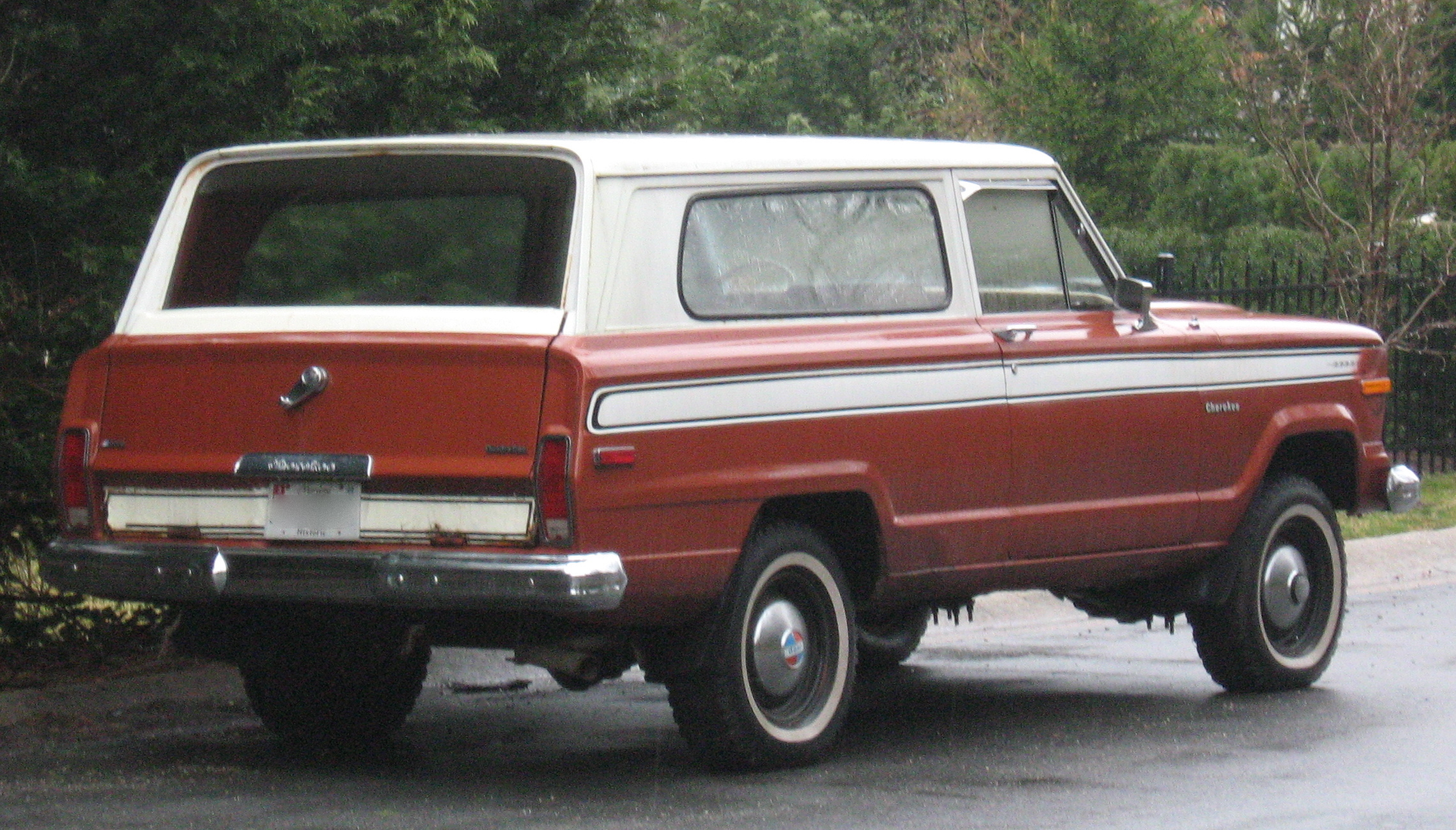
Jeep Cherokee SJ (1974—1983)

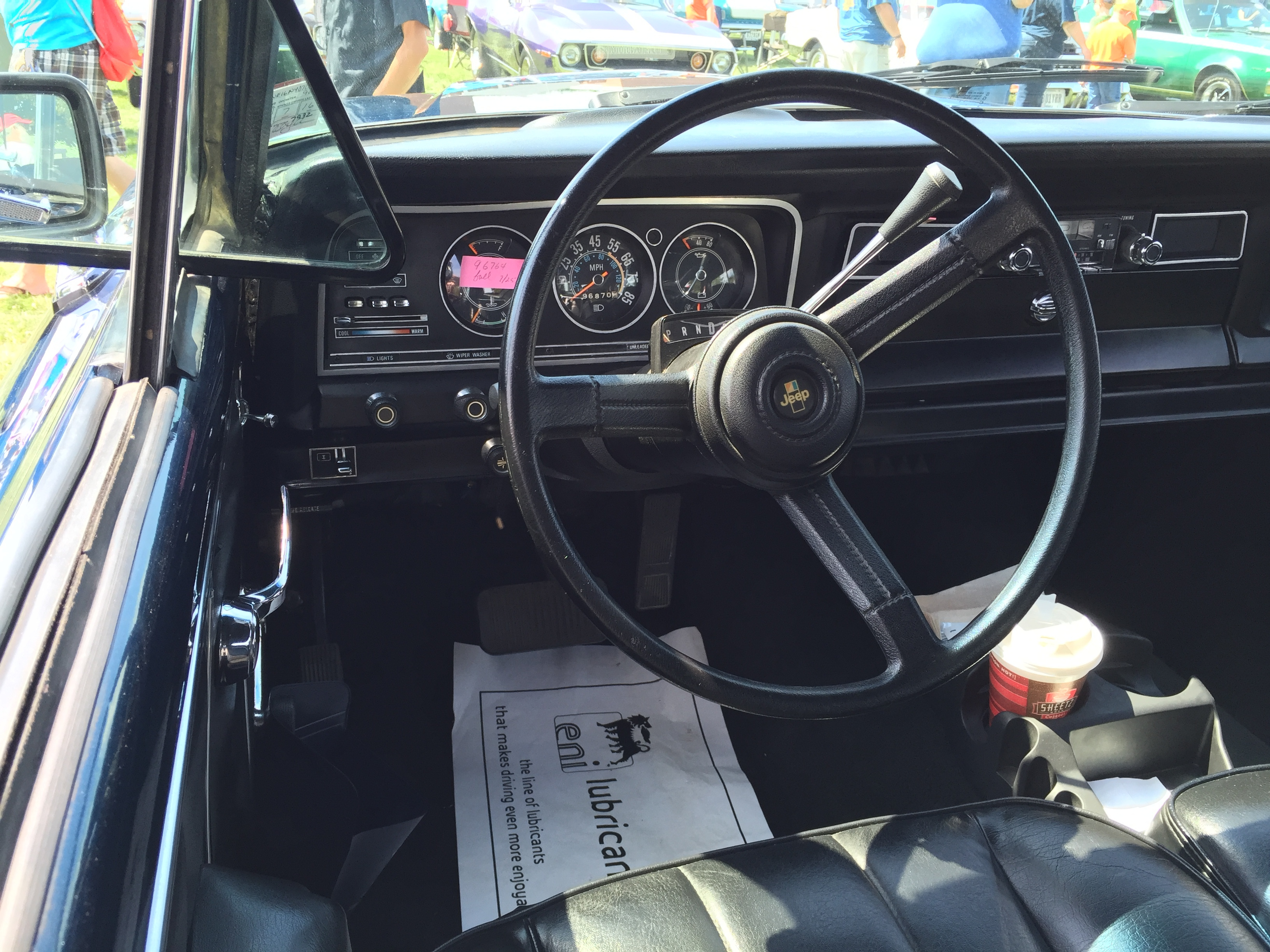
Салон Jeep Cherokee (SJ)

У 1974 році на базі рамного Jeep Wagoneer побудували модель Jeep SJ. Його укорочена на 3 дюйми, 2-дверна версія була названа Cherokee. Автомобіль мав роздавальну коробку Quadra-Trac (першу повністю автоматичну систему постійного повного приводу). Лінійка силових агрегатів складалася з трьох двигунів 4,2 л і V8 об'ємом 5,9 л або 6,6 л. Jeep Cherokee / SJ випускався з 1974 по 1983 рік.
В 1977 році з'явилася чотиридверна версія Cherokee. На відміну від більш дорогого Jeep Wagoneer на ньому стояла стара решітка радіатора з вертикальними смугами родом з 1965 року.
Всього було випущено близько 376 тисяч штук.

### Двигуни
- 4,2 л AMC Р6 112 к.с.
- 5,9 л AMC V8 177 к.с.
- 5,9 л AMC V8 198 к.с.
- 6,6 л AMC V8 218 к.с.

## Jeep Cherokee XJ (1984—2001)

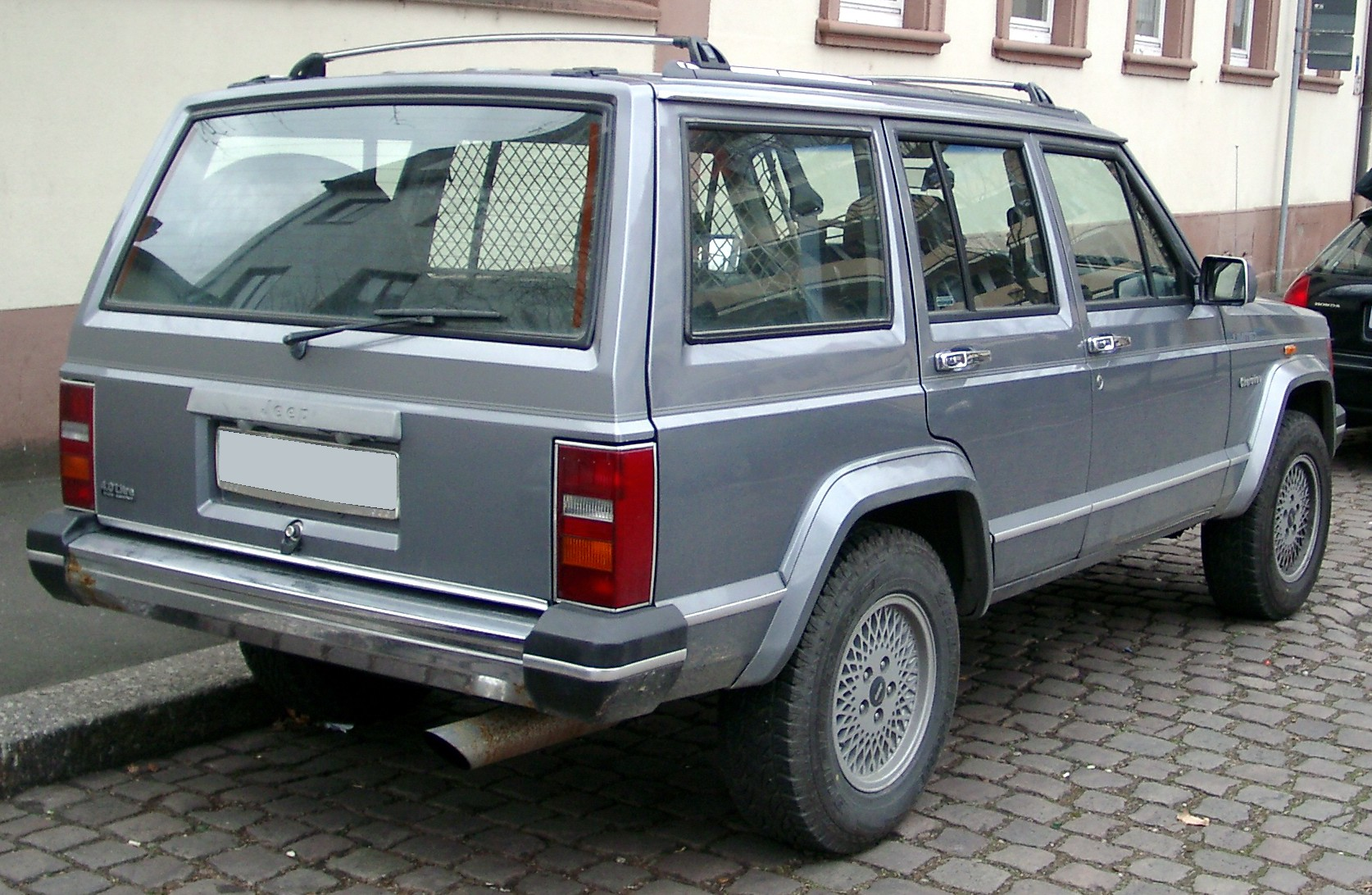
Jeep Cherokee XJ 5дв (1984—1996)

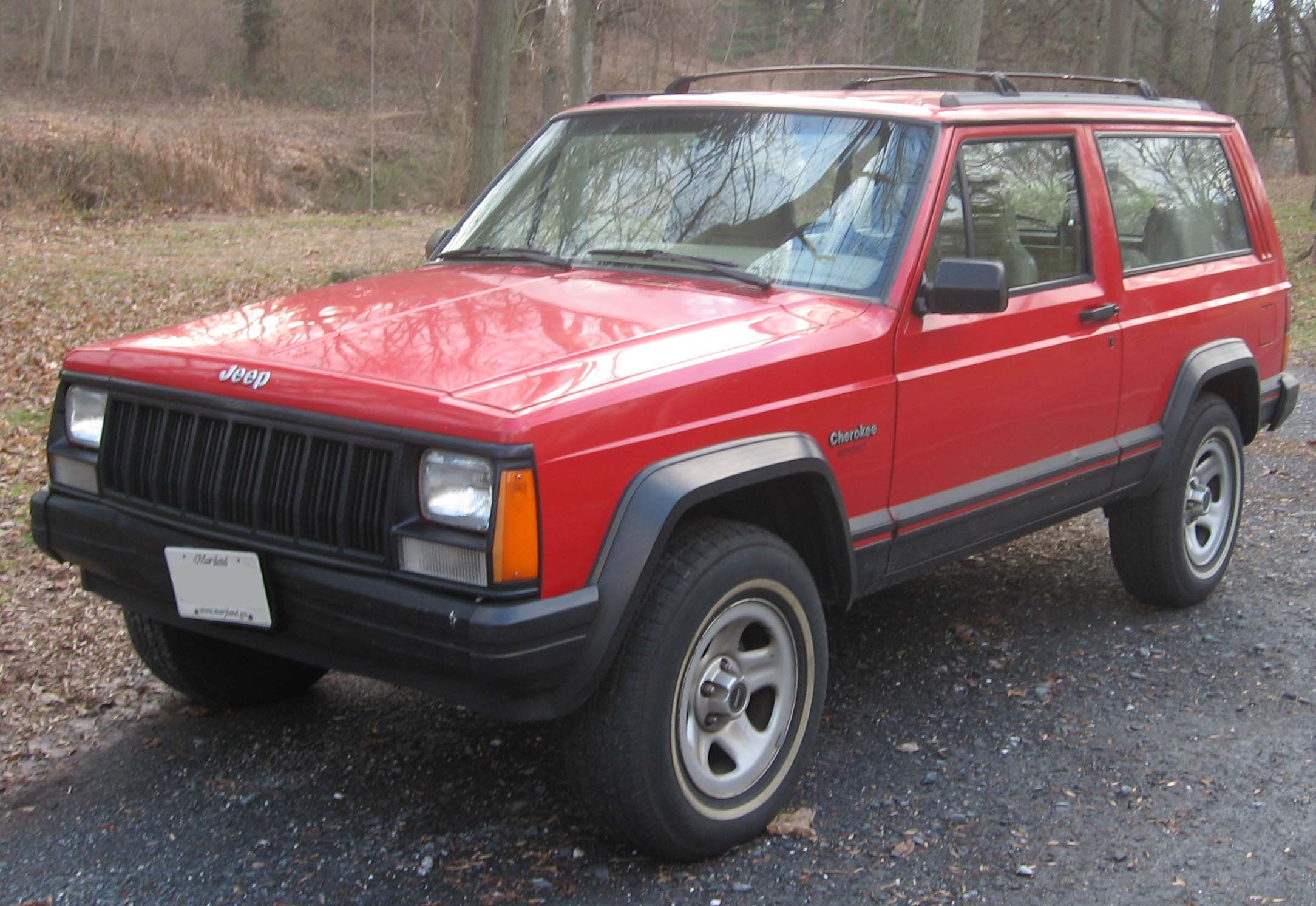
Jeep Cherokee XJ 3дв (1996—1997)

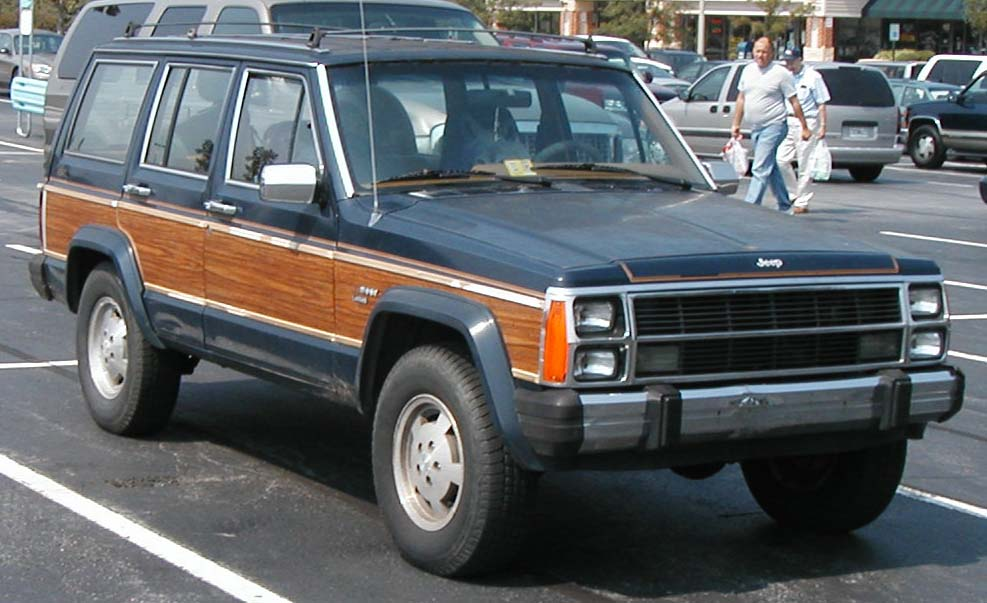
Jeep Wagoneer XJ (1984—1990)

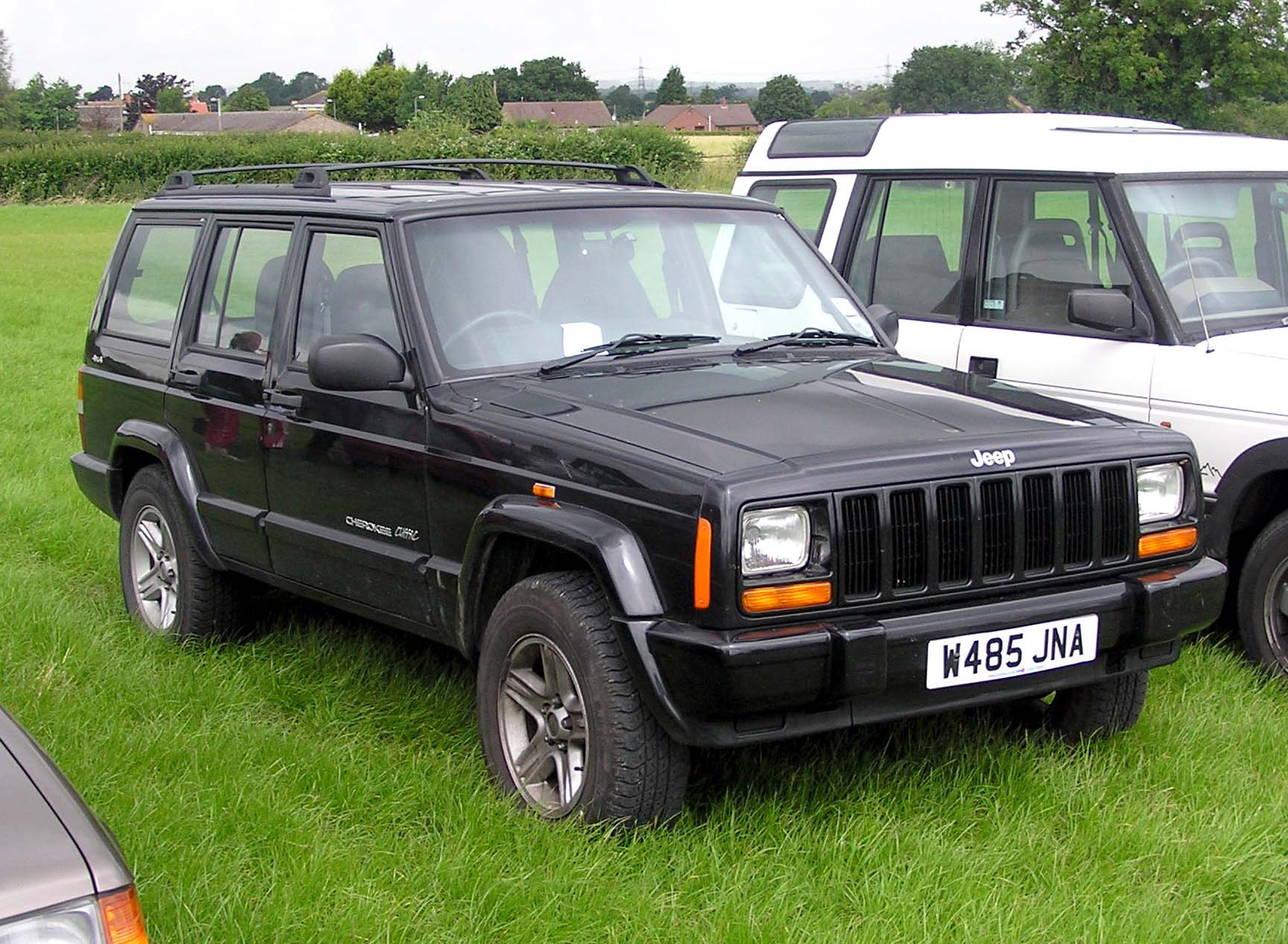
Jeep Cherokee XJ 5дв (1997—2001)

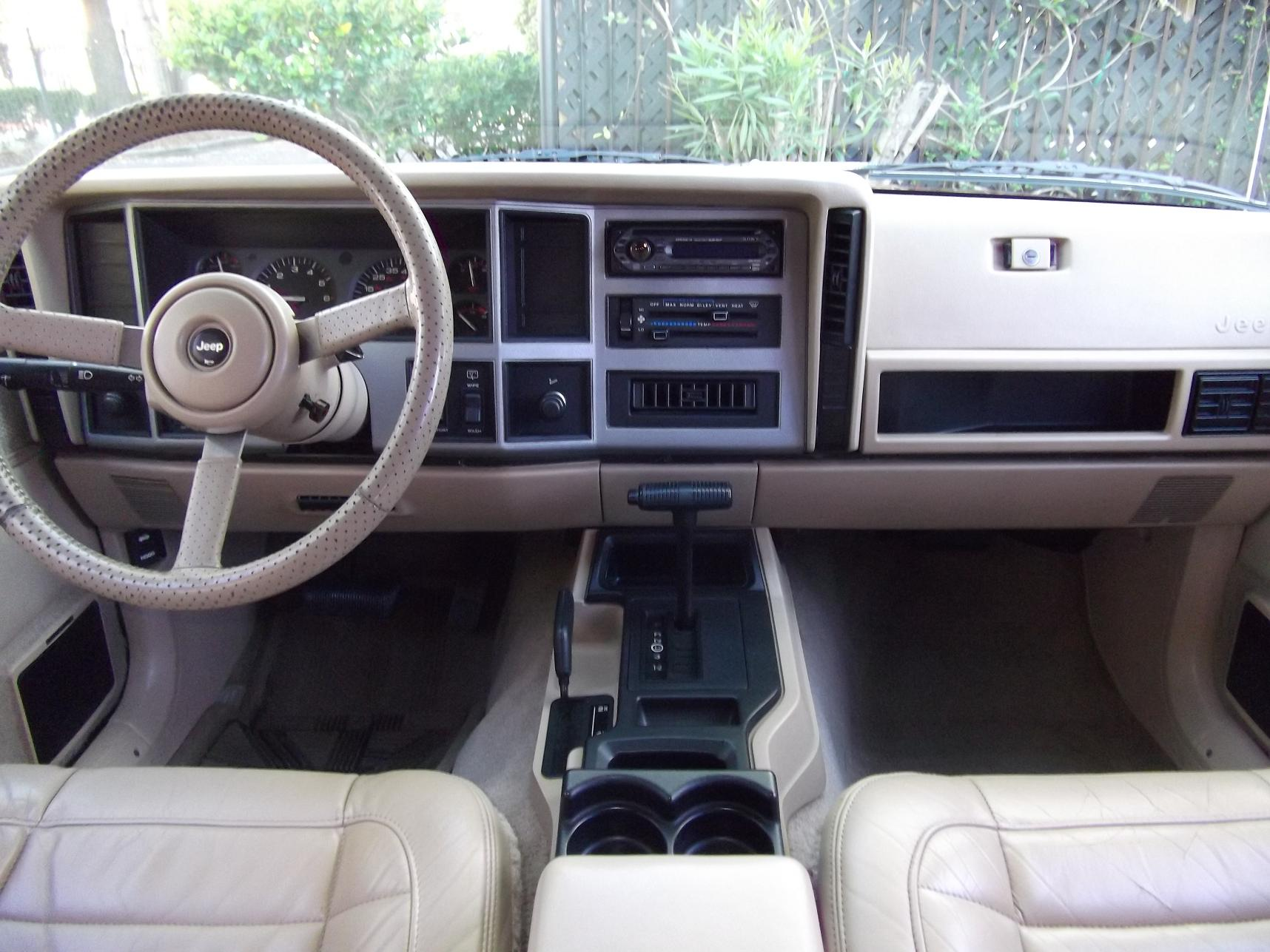
Салон Jeep Cherokee (XJ)

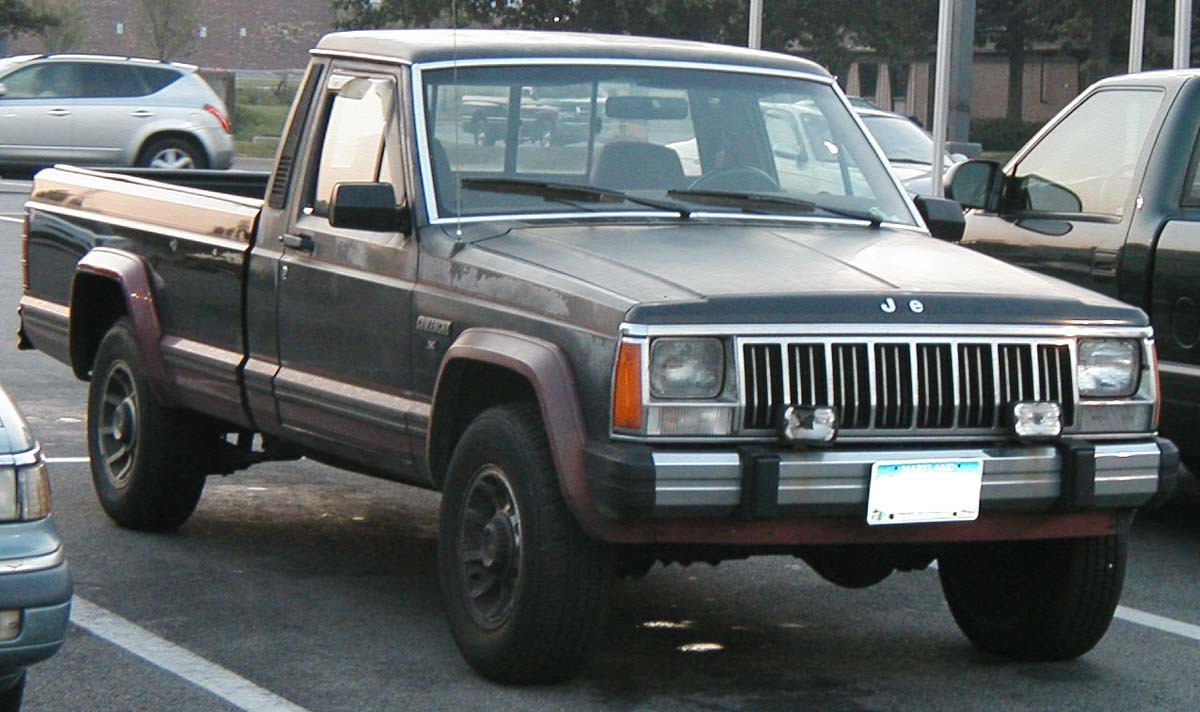
Jeep Comanche MJ

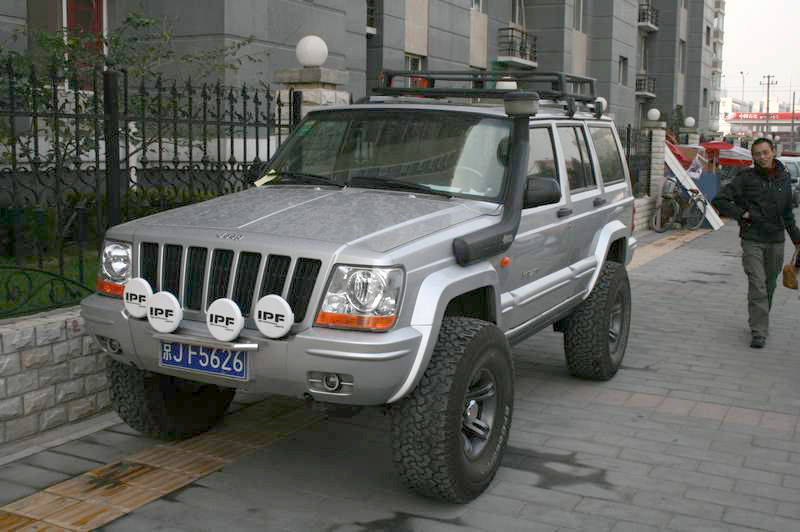
Jeep 2500 від Beijing Automobile Works (Китай)

У 1984 модельному році компанія American Motors Corp. AMC представила друге покоління позашляховика Jeep Cherokee під індексом XJ. У 1986 році компанія Chrysler купує AMC.
Cherokee XJ отримав безрамний кузов на повноприводному шасі. В той час Cherokee був єдиним автомобілем в компактному класі, що мав четверо дверей і дві системи повного приводу — CommandTrac і SelectTrac. Хоча в США часто зустрічаються і задньопривідні моделі, які американці люблять використовувати як тягачі для різноманітних трейлерів. Передня підвіска пружинна, задня — ресорна. Пропонувався в 3-дверних і 5-дверних модифікаціях. Причому п'ятидверні джипи нової генерації у виконанні люкс продавали під назвою Wagoneer. Їх відрізняли чотири невеликі фари, вбудовані один над одним, а також бічні накладки «під дерево».
Автомобілі комплектували двома бензиновими двигунами: 4-циліндровим об'ємом 2,5 л. (128 к.с.) і 6-циліндровим об'ємом 4,0 л. (193 к.с.). Також встановлювали економічний турбодизель Renault (21 DT) об'ємом 2,1 л. (80 к.с.), в 1991 році його змінив потужніший італійський турбодизель VM об'ємом 2,5 літра (116 к.с.). Бензинові двигуни поєднувалися з 5-ступінчастою механічною, або 3-х або 4-ступінчастими автоматичними коробками передач, з дизелями встановлювали виключно механічну КПП.
22 березня 1990 року був випущений мільйонний позашляховик серії XJ — яскраво-червоний Cherokee Limited. За сім років виробництва Cherokee не тільки став втіленням зразкового позашляхового автомобіля, але і найпопулярнішою моделлю корпорації Chrysler в Європі.
На початку 1997 року провели рестайлінг передньої частини автомобіля, змінили решітку радіатора: малюнок її став інший, з великими вертикальними прорізами. Були встановлені нові бампери і задні ліхтарі, значно розширено список комплектацій і опцій.
У 1998 модельному році ґрати радіатора знову змінили (замість 8-щілинної вона стала 7-щілинною).
Автомобіль пропонувався в трьох комплектаціях: базова Mounty, поліпшена Sport і престижна Limited з шкіряними сидіннями і електроприводами регулювань у шести напрямках. У число стандартного обладнання входять підсилювач рульового управління, ABS, електросклопідйомники, легкосплавні колісні диски.

### Jeep Comanche
З 1985 по 1992 рік виготовлявся пікап Jeep Comanche (позначений MJ) створений на основі позашляховика Cherokee (XJ), з заднім (RWD) та повним приводом (4WD), а також двома варіантами довжини вантажного відділення: шестифутовий (1,83 метра) та семифутовий (2,13 метра).

### Двигуни
Бензинові
- 2.5 л AMC Р4
- 2.8 л GM LR2 V6
- 4.0 л AMC Р6
- 4.0 л AMC H.O. Р6
- 4.0 л PowerTech Р6

Дизельні
- 2.1 л Renault J8S Р4 turbodiesel
- 2.5 л VM Motori 425 OHV Р4 turbodiesel

Jeep Comanche
- 2.1 л Renault J8S turbo diesel I4
- 2.5 л (150 CID) AMC 150 I4
- 2.8 л GM LR2 V6
- 4.0 л (242 CID) AMC 242 I6

## Jeep Cherokee/Liberty KJ (2001—2008)

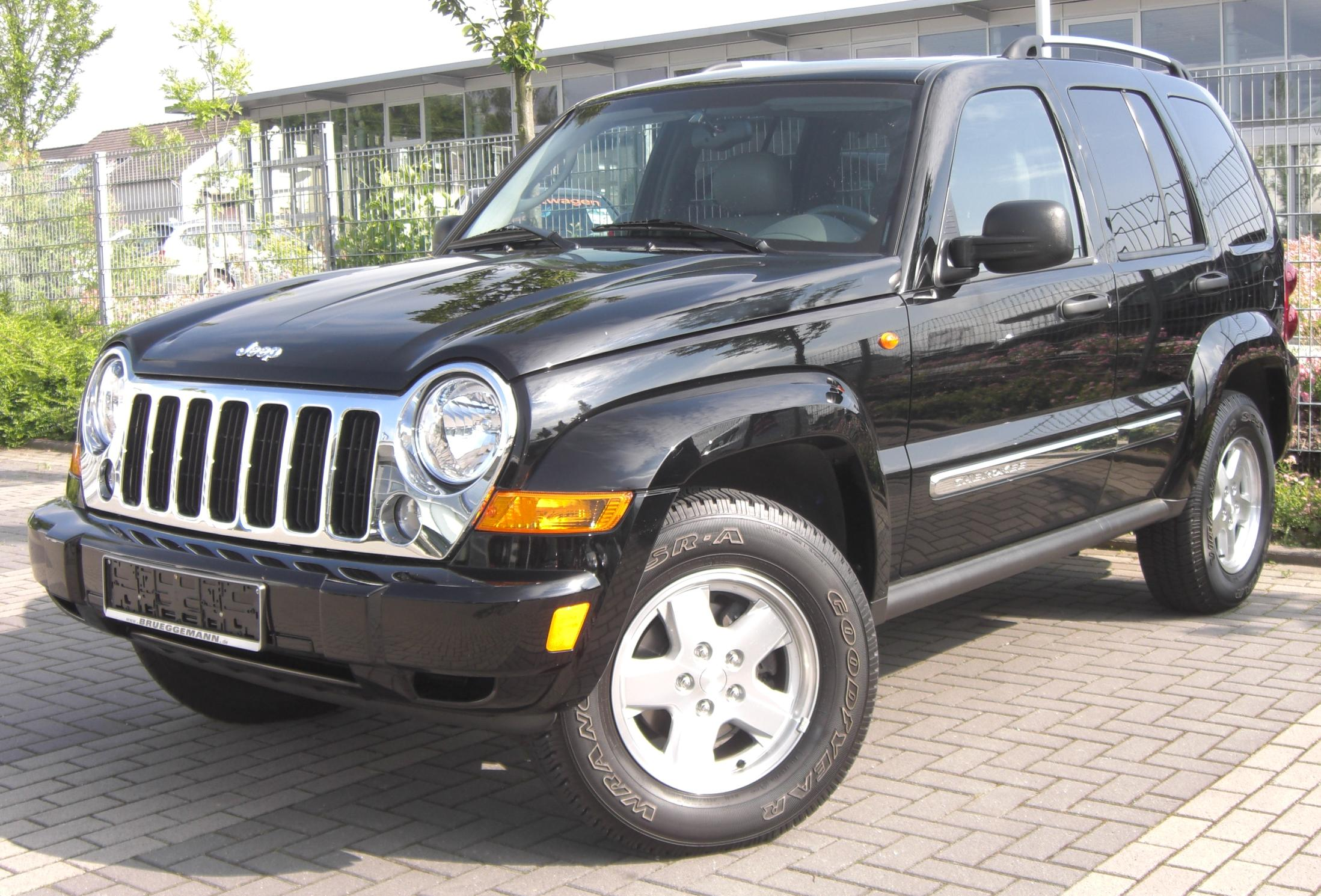
Jeep Cherokee KJ (2005—2008)

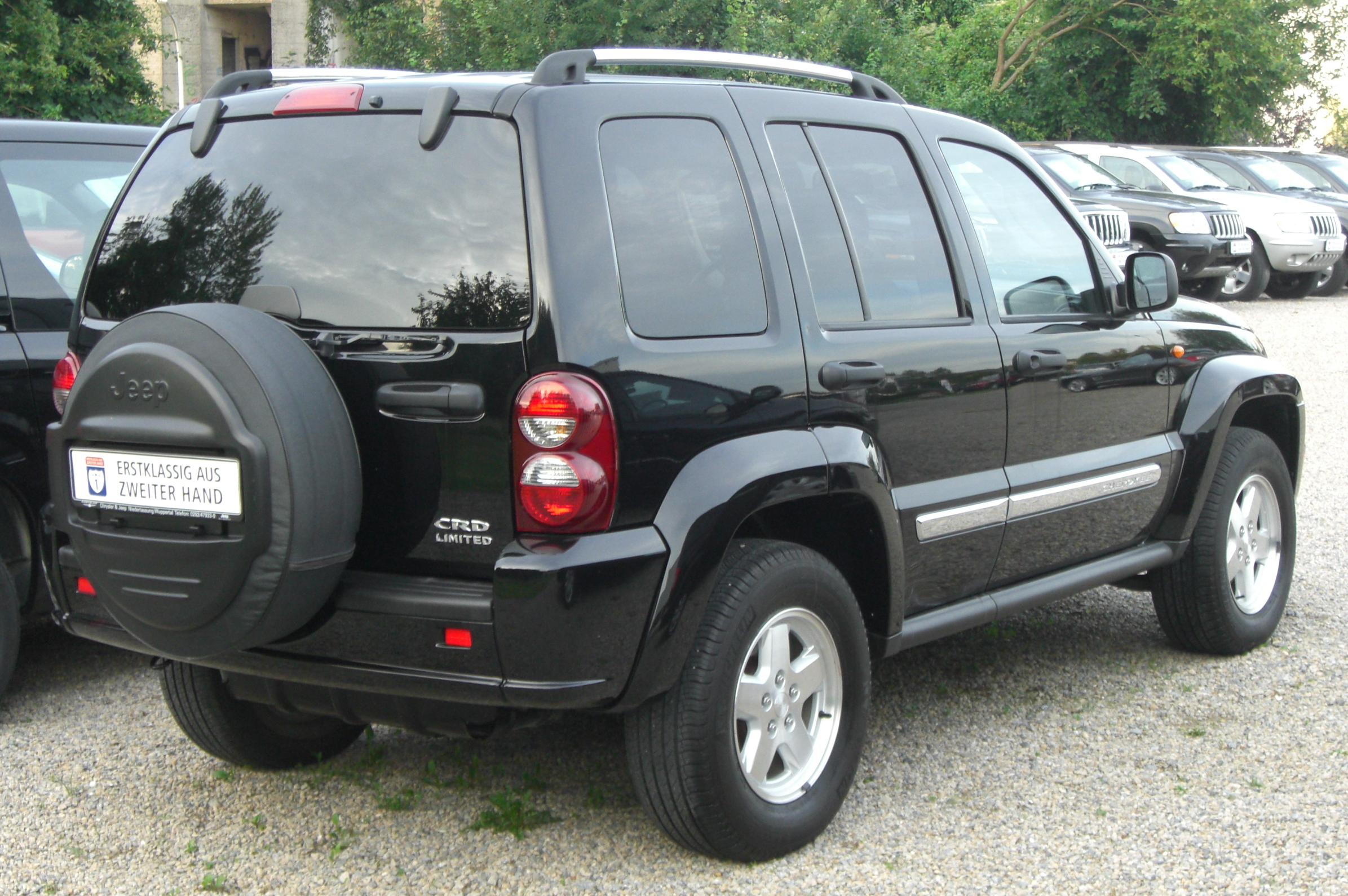
Jeep Cherokee KJ

У 2001 році на автошоу в Детройті представили третє покоління позашляховика Jeep Cherokee під індексом KJ, яке змінило застарілий Jeep Cherokee XJ. Назву Jeep Cherokee зберегли тільки для європейського ринку, а в США модель називається Jeep Liberty.
Базових комплектацій дві — Sport і Limited. Версія Sport легко впізнається зовні: автомобіль має нефарбовані бампера і накладки колісних арок, а ще блискучу наліпку «Cherokee Sport» на передніх дверях. У Limited всі зовнішні панелі пофарбовані в колір кузова, в салоні — шкіра, полірований алюміній і маса пристроїв, що підвищують комфорт.
Крім незвичайної зовнішності, Jeep Cherokee KJ має дуже жорсткий кузовом. Автомобіль не має рами в звичному розумінні — замість неї інженери створили потужний каркас з міцної сталі з розвиненими лонжеронами вздовж всього днища. Крім цього, для нового позашляховика було розроблено і нове шасі з незалежною передньою підвіскою.
Cherokee має величезний потенціал витривалості підвіски. Нижні важелі відлили з високоміцного чавуну, а верхні — кована сталь. Все це, разом зі стабілізатором поперечної стійкості і рейковим рульовим механізмом, прикрите знизу потужним сталевим підрамником в півпальця завтовшки.
Зберігши традиційні сім прорізів в облицьовуванні радіатора і круглі фари, дизайнери помітно згладили рубані обводи кузова.
На Jeep Cherokee KJ встановлюють декілька двигунів, найпотужніший з них — 3,7-літровий двигун V6 потужністю 210 кінських сил, який поставляється тільки з чотиришвидкісною автоматичною КПП. Далі йде 2,4-літровий чотирициліндровий двигун потужністю 154 к.с. Крім цього, доступний і 2,5-літровий турбодизель потужністю 140 к.с.
Для бездоріжжя пропонується спеціальний пакет Up Country Suspension, який включає в себе пластини, що закривають днище автомобіля, причіпний пристрій, підвіску зі збільшеним дорожнім просвітом, а також систему автоматичного вирівнювання кузова автомобіля при буксируванні важких вантажів.
Як і раніше Jeep Cherokee пропонує дві системи повного приводу. Стандартна система Command-Track з відключенням коліс переднього моста, що забезпечує чудове зчеплення коліс з дорогою в будь-яких умовах — чи то рух по засніжених трасах або по бездоріжжі. Але слід пам'ятати що Cherokee з системою Command-Track — це виключно задньопривідний автомобіль, передні колеса якого можна підключити тільки для подолання бездоріжжя. Система постійного повного приводу коліс Selec-Trac надає водієві додаткові зручності. Разом з тим система забезпечує високу паливну економічність і надійну роботу трансмісії в будь-яких дорожніх умовах.
Обоє систем дозволяють перемикання режимів роботи трансмісії на ходу автомобіля. Зокрема, це дозволяє включати повний привід на ходу, більше того немає необхідності знижувати швидкість руху.
Jeep Cherokee оснащений рядом пристроїв, що дозволяють водію ще впевненіше почувати себе в складних дорожніх умовах. До них належать антиблокувальна система гальм (ABS), диференціал заднього моста Trac-Lok, система управління обертальним моментом, переданим на колеса автомобіля.
В 2005 модельному році був проведений рестайлинг Cherokee. Зміни торкнулися форми бамперів і решітки радіатора, в яку тепер вбудовані протитуманні фари, розташовані в оновленій версії відразу під фарами. Крім того, для ряду модифікацій цього автомобіля решітка радіатора стала хромованою.

### Двигуни
| Модель    | Об'єм     | Циліндри  | Двигун             | Потужність        | Крутний момент             | Роки випуску |           |
| Бензинові | Бензинові | Бензинові | Бензинові          | Бензинові         | Бензинові                  | Бензинові    | Бензинові |
| --------- | --------- | --------- | ------------------ | ----------------- | -------------------------- | ------------ | --------- |
| 2.4       | 2429 см³  | Р4        | Chrysler PowerTech | 108 kW (147 к.с.) | 215 Нм при 4000 об/хв      | 2001–2005    |           |
| 3.7       | 3700 см³  | V6        | Chrysler PowerTech | 150 kW (204 к.с.) | 307 Нм при 3700 об/хв      | 2004–2008    |           |
| 3.7       | 3700 см³  | V6        | Chrysler PowerTech | 155 kW (211 к.с.) | 312 Нм при 3800 об/хв      | 2001–2004    |           |
| Дизельні  |           |           |                    |                   |                            |              |           |
| 2.5 CRD   | 2499 см³  | Р4        | VM Motori 425      | 105 kW (143 к.с.) | 340 Нм при 2000 об/хв      | 2001–2004    |           |
| 2.8 CRD   | 2776 см³  | Р4        | VM Motori 428      | 110 kW (150 к.с.) | 360 Нм при 1800—2400 об/хв | 2002–2005    |           |
| 2.8 CRD   | 2776 см³  | Р4        | VM Motori 428      | 120 kW (163 к.с.) | 400 Нм при 1800—2400 об/хв | 2005–2008    |           |

## Jeep Cherokee/Liberty KK (2008—2012)

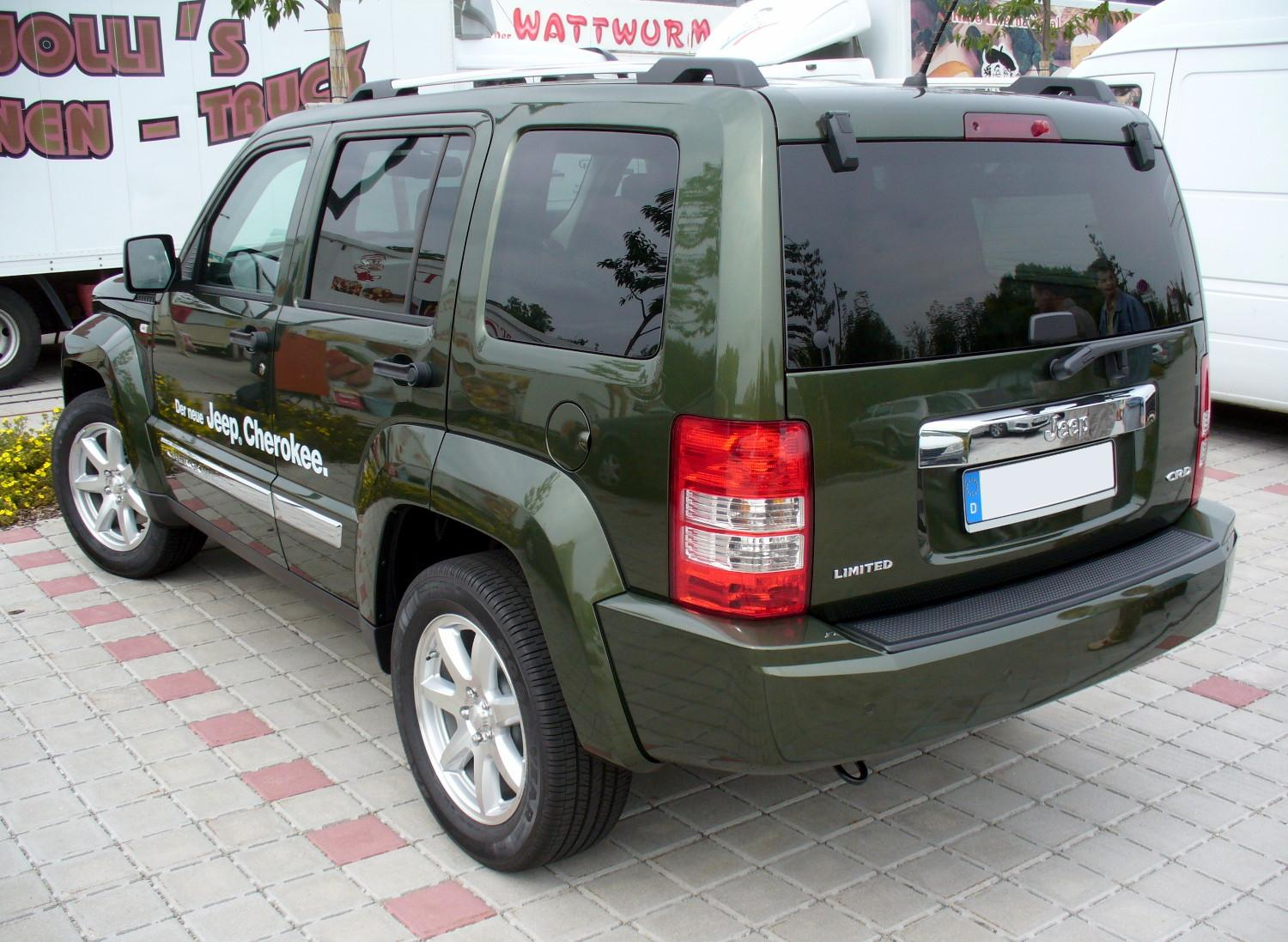
Jeep Cherokee KK (2008—2013)

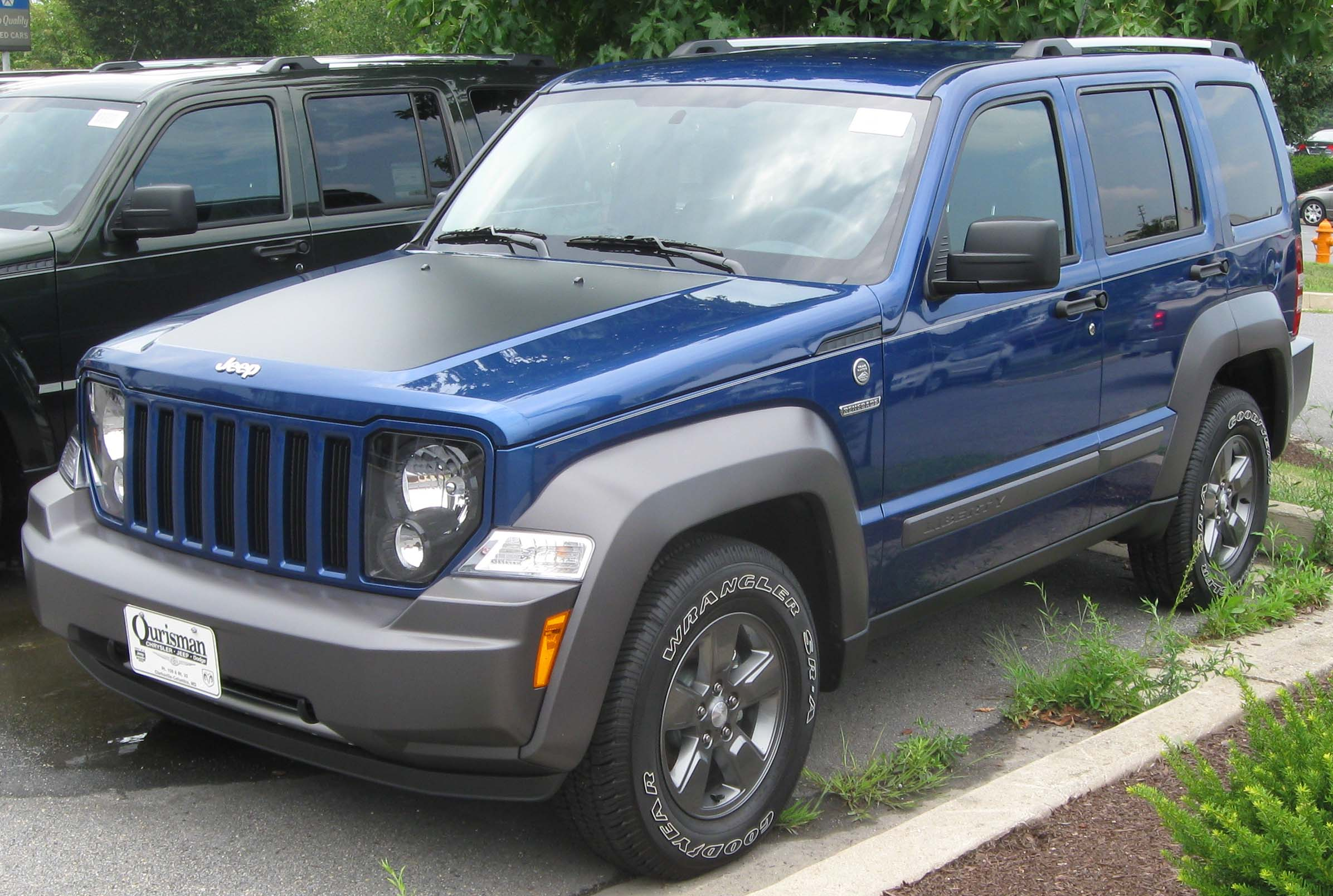
Jeep Liberty Renegade (2010—2013)

Jeep Cherokee нового покоління з індексом KK дебютував на Нью-Йоркському міжнародному автосалоні в 2007 році. Автомобіль отримав новий більш квадратний дизайн, подібний до Dodge Nitro, виробництво якого прининилось в грудні 2011 року. Для ринку США Cherokee отримав назву Jeep Liberty.
Починаючи з 2011 року моделі позашляховика постачаються з новим кермом з елементами контролю. Показники приладів легко зчитувати, а елементами управління користуватись. Більшість функцій контролюються через звичні кнопки та перемикачі. Приладова панель та двері вкриті міцним пластиком, вишуканості це не додає, натомість грає на руку практичності.
Позашляховик Liberty пропонується у Sport, Renegade та Limited комплектаціях. Представлено дві системи повного приводу: Command-Trac II як базова та Selec-Trac II як опція. Модель Sport постачається з тканинною обшивкою, кондиціонером, телескопічним рульовим колесом, складними задніми сидіннями, електричними дзеркалами з підігрівом, замками з електроприводом, вікнами з електроприводом, центральним замком з брелоком, AM/FM/CD/MP3 стерео, інформаційно-розважальним центром та P225/75R16 шинами. Опціями для цієї моделі є: люк даху Sky Slider, буксирувальний пакет «Class III» з контролером розгойдування причепу, 235/70R16 шинами та захисними пластинами. Пакет «Popular Equipment Group» додасть: покриття багажного відділення, протитуманні фари, круїз-контроль, дисплей зовнішньої температури, компас та тоноване скло. базу Renegade увійшли: захисні пластини коробки передач, роздаточної коробки, передньої підвіски та двигуна, охолоджувач масла, тягові гаки та розширювачі крил. Опції такі самі, як і для моделі Sport. Топова Liberty пропонується з аудіосистемою Infinity на вісім динаміків та 368 ват потужності, круїз-контролем, шкіряним рульовим колесом з елементами контролю, бічними дзеркалами з автозатемненням, рейлінгами даху, водійським сидінням з шістьма режимами налаштування, складним у рівень з підлогою пасажирським сидінням, функцією відкривання дверей гаража, сигналізацією, протитуманними фарами та 235/65R17 шинами. Навігаційна система моделі включає AM/FM/CD/DVD систему з HDD навігацією. Пакети «Comfort» та «Convenience Group» додадуть: автоматичний клімат-контроль, задні сенсори паркування та функцію дистанційного запалювання. Пакет «Premium Wheel Group» пропонує: P235/60R18 шини та 18-дюймові литі диски коліс. Базовими елементами безпеки є: подвійні передні подушки безпеки, подушки завіси, активні передні підголівники, антиблокувальна гальмівна система, система допомоги при русі зі схилу, система допомоги при спусканні, протибуксувальна система та електронний контроль стабільності з функцією пом'якшення наслідків при перекиданні. 

### Двигуни
| Модель     | Об'єм      | Циліндри   | Двигун             | Потужність        | Крутний момент             | Роки випуску |            |
| Бензиновий | Бензиновий | Бензиновий | Бензиновий         | Бензиновий        | Бензиновий                 | Бензиновий   | Бензиновий |
| ---------- | ---------- | ---------- | ------------------ | ----------------- | -------------------------- | ------------ | ---------- |
| 3.7        | 3700 см³   | V6         | Chrysler PowerTech | 157 kW (214 к.с.) | 319 Нм при 4000 об/хв      | 2008–2012    |            |
| Дизельний  |            |            |                    |                   |                            |              |            |
| 2.8 CRD    | 2776 см³   | Р4         | VM Motori 428      | 130 kW (177 к.с.) | 410 Нм при 1800—2800 об/хв | 2008–2012    |            |

## Jeep Cherokee KL (2013–2023)

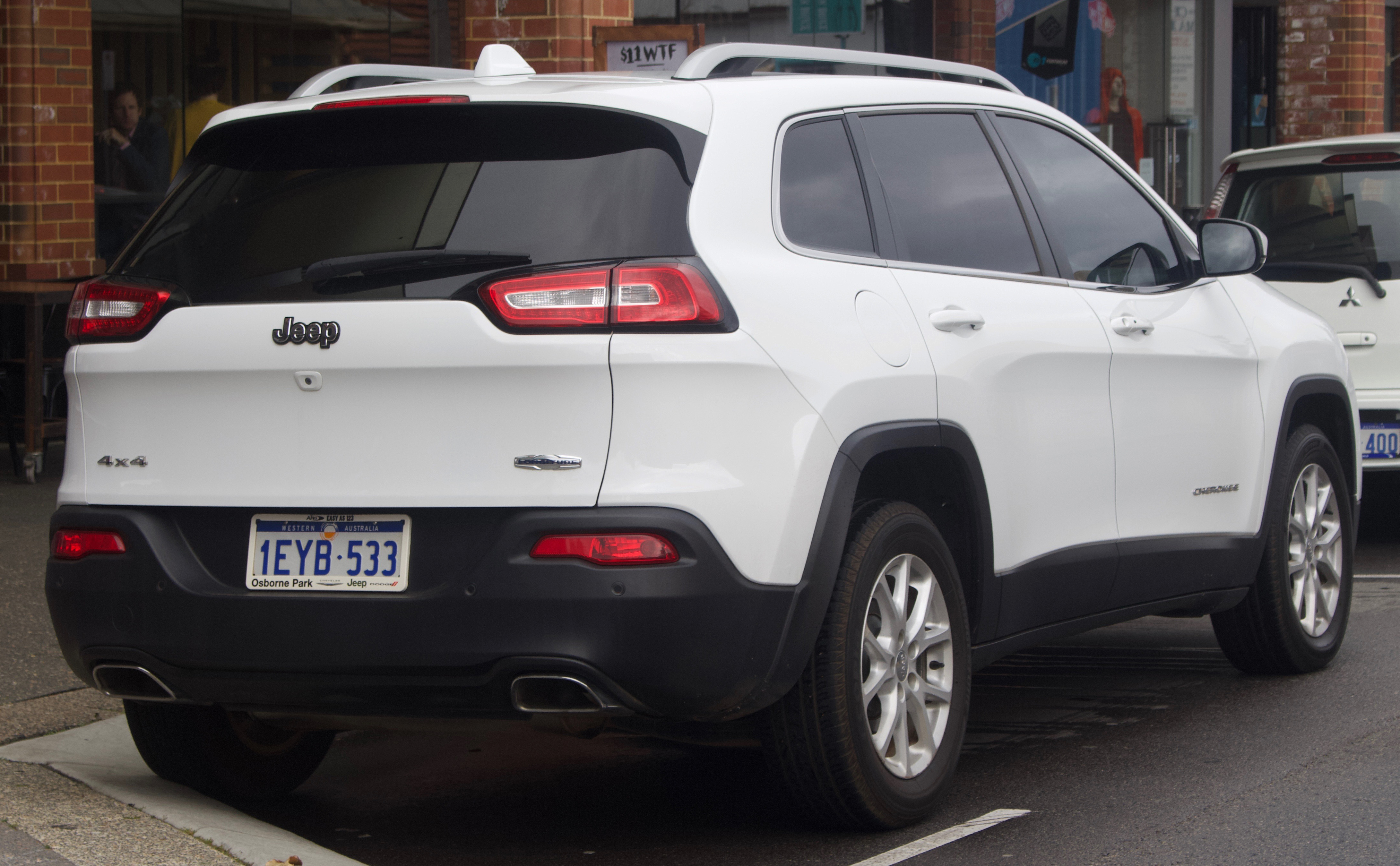
Jeep Cherokee (KL) (2013—2018)

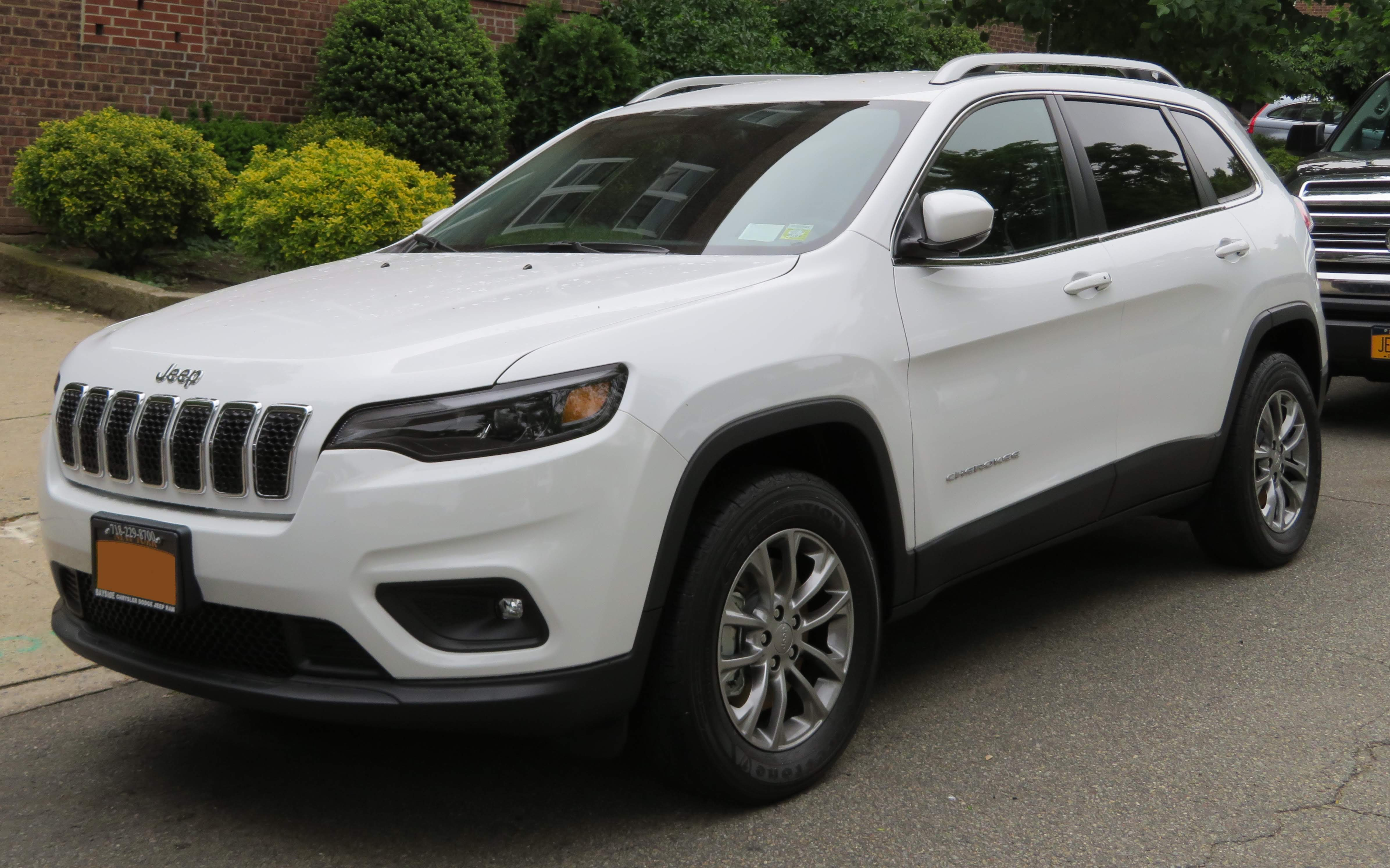
Jeep Cherokee (KL) (з 2018)

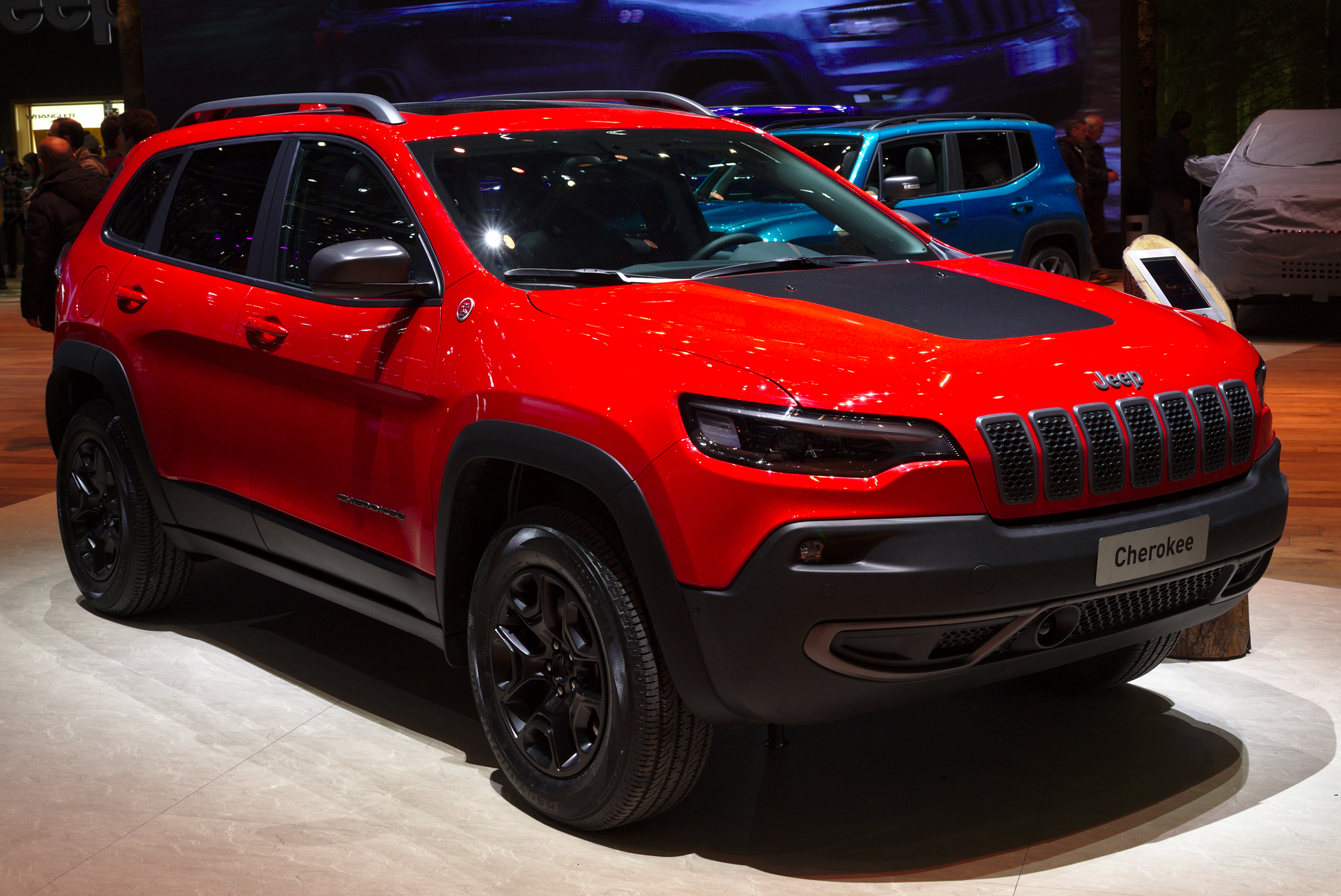
Jeep Cherokee Trailhawk (з 2018)

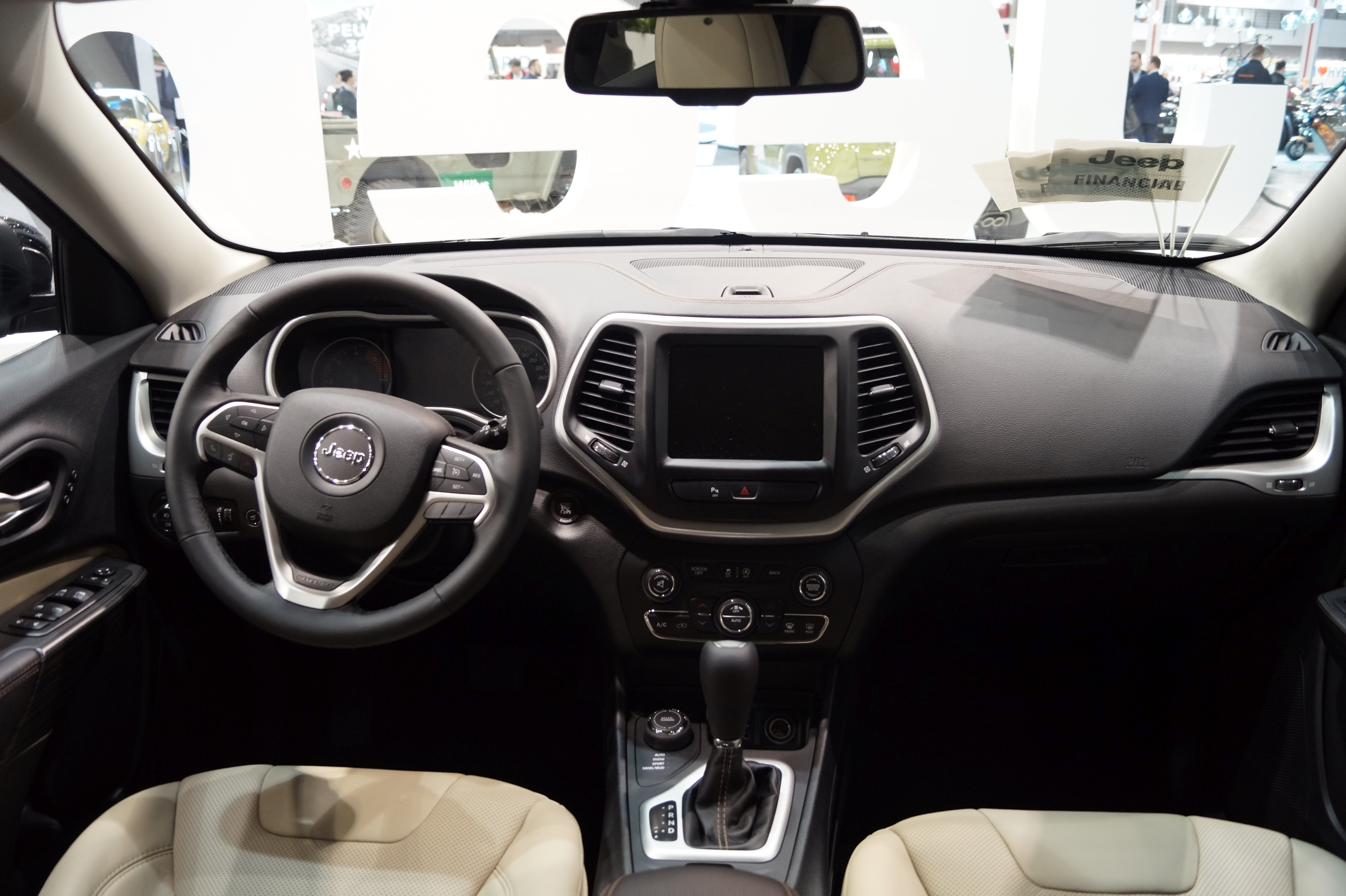
Салон Jeep Cherokee (KL)

25 лютого 2013 року представлено перші офіційні фотографії нового Jeep Cherokee (заводський індекс KL).
Перший публічний дебют новинки відбувся в кінці березня на мотор-шоу в Нью-Йорку, а в продаж кросовер надійшов в другій половині 2013 року.
Cherokee побудований на платформі Compact US Wide, створеної в 2010 році Chrysler і Fiat. Так само, як і попередник, він має несучий кузов, але двигуни у нього розташовані поперечно, а не поздовжньо. Витрата палива була знижена на 45 % завдяки новим двигунам, бензиновими 2.4 л Tigershark MultiAir2 Р4 потужністю 184 к.с., 229 Нм, 3.2 л Pentastar V6 потужністю 272 к.с., 315 Нм і турбодизелями 2.0 CRD потужністю 140 к.с., 350 Нм (з 6-ст. МКПП) або 170 к.с., 350 Нм (з 9-ст. АКПП 948TE). Передня підвіска — типова для легкових автомобілів типу Макферсон, задня — незалежна підвіска.
Для автомобіля доступно три варіанти системи повного приводу: Active Drive I, яка підключає задню вісь при необхідності, Active Drive II, що має блокування міжосьового диференціала і оптимально підходить для буксирування або їзди з причепом і Active Drive Lock, що має блокування заднього диференціала і оптимальна для бездоріжжя.
До 2016 року, компактний кроссовер з якостями позашляховика Jeep Cherokee відзначився підвищенням рівня комфорту. Зокрема, покращення стосувались передніх сидінь, позиції колонки рульового управління та приладової панелі. Опція системи Uconnect із 8,4-дюймовим сенсорним екраном вдосконалена меню типу Drag and Drop Menu Bar, додатком Siri Eyes Free та параметрами налаштувань Do Not Disturb.
В 2018 році модель оновили, змінивши зовнішній вигляд. В 2019 році в оновлений Jeep Cherokee додали Apple CarPlay і 7.0-дюймовий сенсорний екран інформаційно-розважальної системи. Лінійка двигунів поповнилась чотирьохциліндровим 2,0-літровим турбодвигуном на 270 к.с.
За безпеку в стандартній комплектації Jeep Cherokee відповідають камера заднього виду і задні сенсори паркування. Доступними функціями допомоги водію стали попередження про виїзд за межі смуги руху, попередження про перехресний рух позаду, попередження про можливе зіткнення, автоматичне екстрене гальмування, адаптивний круїз-контроль, моніторинг сліпих зон та допомога при паралельному і перпендикулярному паркуванні.
В 2021 році в лінійці комплектацій Cherokee з'явились новинка Latitude LUX та ювілейна версія 80th Anniversary Edition. Окрім того, Jeep зняв з виробництва модифікацію Cherokee Overland.
у 2021 році в лінійці комплектацій Jeep Cherokee з’явилася нова версія — Latitude LUX. Вона була розроблена для тих, хто шукає баланс між комфортом, потужністю та доступною ціною, розташовуючись між комплектаціями Latitude Plus та Limited.
Основні характеристики Jeep Cherokee Latitude LUX (2021)

#### Двигуни та трансмісія
- Базовий двигун: 3.2-літровий V6 Pentastar потужністю 271 к.с.
- Опціонально: 2.0-літровий турбований 4-циліндровий двигун потужністю 270 к.с.
- Трансмісія: 9-ступенева автоматична
- Привід: передній (FWD) або повний (4x4)

#### Комфорт та інтер'єр
- Сидіння з обробкою шкірою Nappa
- Передні сидіння з підігрівом та електрорегулюванням
- Підігрів керма з обробкою преміум-класу
- Система дистанційного запуску
- Двірники з підігрівом
- Система Uconnect з підтримкою Apple CarPlay та Android Auto

#### Безпека та асистенти водія
- Система попередження про фронтальне зіткнення з автоматичним гальмуванням
- Моніторинг сліпих зон та поперечного руху ззаду
- Попередження про виїзд зі смуги та система утримання в смузі
- Камера заднього виду з паркувальними сенсорами
- Світлодіодні фари, протитуманні фари та задні ліхтарі

#### Додаткові опціональні пакети Latitude LUX:
- Comfort and Convenience Group: 8.4-дюймовий сенсорний дисплей, двозонний клімат-контроль, дзеркало заднього виду з автоматичним затемненням, електропривод багажника, розетка на 115 В та сигналізація.
- Sun and Sound Group: панорамний люк на даху та аудіосистема Alpine з 9 динаміками.
- Trailer Tow Group (для 4x4): додаткове охолодження двигуна та трансмісії, фаркоп, електропроводка для причепа та повнорозмірне запасне колесо.MMR.net.ua

### Позиціонування в модельному ряду
Latitude LUX став новим середнім рівнем комплектації, поєднуючи розширені функції безпеки та комфорту, які раніше були доступні лише у вищих версіях, таких як Limited. Це робить його привабливим варіантом для тих, хто шукає розкішні опції без необхідності переходити до найвищих комплектацій.

### Двигуни
| Модель           | Об'єм     | Циліндри  | Потужність        | Крутний момент             | Роки випуску    |           |           |
| Бензинові        | Бензинові | Бензинові | Бензинові         | Бензинові                  | Бензинові       | Бензинові | Бензинові |
| ---------------- | --------- | --------- | ----------------- | -------------------------- | --------------- | --------- | --------- |
| 2.0 T-GDI        | 1995 см³  | Р4        | 200 kW (277 к.с.) | 400 Нм при 3000-4500 об/хв | 04/2019–03/2023 |           |           |
| 2.4 Multiair     | 2359 см³  | Р4        | 130 kW (177 к.с.) | 229 Нм при 3900 об/хв      | 03/2014–03/2023 |           |           |
| 3.2 V6 Pentastar | 3239 см³  | V6        | 200 kW (272 к.с.) | 315 Нм при 4300 об/хв      | 03/2014–01/2023 |           |           |
| Дизельні         |           |           |                   |                            |                 |           |           |
| 2.0 MultiJet     | 1956 см³  | Р4        | 103 kW (140 к.с.) | 350 Нм при 1500 об/хв      | 03/2014–08/2018 |           |           |
| 2.0 MultiJet     | 1956 см³  | Р4        | 125 kW (170 к.с.) | 350 Нм при 1750 об/хв      | 03/2014–07/2015 |           |           |
| 2.2 MultiJet II  | 2184 см³  | Р4        | 136 kW (185 к.с.) | 440 Нм при 2500 об/хв      | 07/2015–08/2018 |           |           |
| 2.2 MultiJet II  | 2184 см³  | Р4        | 147 kW (200 к.с.) | 440 Нм при 2500 об/хв      | 07/2015–08/2018 |           |           |

- 2.0 T-GDI — найсучасніший і найпотужніший серед бензинових, з хорошим крутним моментом для динамічного водіння.
- 2.4 MultiAir — базовий двигун попередніх років, менш динамічний, але дешевший в обслуговуванні.

- 3.2 V6 Pentastar — атмосферний V6, популярний за надійність, відносно високий розхід, але дуже плавна і тиха робота.
- 2.0 MultiJet (140/170 к.с.) — перші дизелі Cherokee, з хорошою тягою знизу (особливо 140-сильний варіант), ідеальні для спокійної їзди та економії пального.
- 2.2 MultiJet II (185/200 к.с.) — оновлені і більш потужні дизелі, з покращеною динамікою та тяговитістю, особливо в умовах буксування або позашляхового використання.
- двигуни MultiJet були розроблені Fiat Powertrain, тому мають спільні риси з дизелями Alfa Romeo, Fiat, Opel.

## Jeep Cherokee KM (з 2026)
Очікується, що Jeep відродить Cherokee у шостому поколінні (KM) у другій половині 2025 року. Він буде базуватися на платформі STLA Large Transverse. 
Спочатку він буде запущений з 1,6-літровим двигуном Stellantis Prince EP6CDTX з турбонаддувом та чотирициліндровим гібридним приводом, з можливістю появи моделі з бензиновим двигуном пізніше, найімовірніше, 2,0-літрового Hurricane 4 EVO Turbo-I4 наприкінці 2026 року для моделі 2027 модельного року. Очікується, що виробництво розпочнеться восени 2025 року на заводі Toluca Car Assembly, хоча через тарифи його потенційно можуть перенести на інший завод у США.

## Продажі в США
| Рік  | Всього авто |
| ---- | ----------- |
| 2001 | 88,485      |
| 2002 | 171,212     |
| 2003 | 162,987     |
| 2004 | 167,376     |
| 2005 | 166,883     |
| 2006 | 133,557     |
| 2007 | 92,105      |
| 2008 | 66,911      |
| 2009 | 43,503      |
| 2010 | 49,564      |
| 2011 | 66,684      |
| 2012 | 75,483      |
| 2013 | 25,786      |
| 2014 | 178,508     |
| 2015 | 220,260     |
| 2016 | 199,736     |
| 2017 | 169,882     |